# 天主教杰尔教区
天主教傑爾教區（拉丁語：Dioecesis Iaurinensis）是羅馬天主教在匈牙利的一個教區。屬艾斯特根-布達佩斯總教區。始於1009年。 
教區位於匈牙利西北部的傑爾-莫松-肖普朗州及科馬羅姆-埃斯泰爾戈姆州西部。2006年有教友370,000人，佔轄區總人口69.8%。教區下轄194個堂區，有162名司鐸。現任主教為洛約什·帕保伊。